# Спас Чилингиров
Спас Иванов Чилингиров е български офицер, генерал-майор.

## Биография
Ген. Спас Чилингиров е роден на 30 януари 1860 г. През 1877 – 1878 учи във Военна Академия в Русия след което се завръща в България. Член на професионалния офицерски корпус и един от строителите на българската армия. Като млад офицер служи във Варна, Силистра и Русе. След това създава трети Бдински полк и стана командира на 35-и пехотен врачански полк.
По време на Балканските войни Спас Чилингиров е командир на 2-ра бригада от 7-а пехотна Рилска дивизия състояща се от 22-ри пехотен тракийски полк и 14 пехотен македонски полк. За 22 дена изтласква турската армия от Източна Македония и я освобождава. Участва в превземането на Кочани като за две денонощия разбива 16 низамска дивизия, превзема Оризаре, Виница и достига Солун въпреки подлостта на гърците и сърбите. Спас Чилингиров води единственото българско подразделение в Македония и е подчинен на сръбския генерал Степан Степанович.
Спас Чилингиров влиза с тържествен марш на 29.10.1912 в Солун и става първия военен комендант на Солун. След 20.11.1912 Спас Чилингиров вече в състава на Четвърта българска армия пресреща и разбива турците при Булаир. Загубите на турската армия са 6000 убити, 12000 ранени при незначителни български загуби.
Участвал в следните битки:
- 5 октомври 1912 г. – превземане на Дамянци и Царево село;
- 6 октомври 1912 г. – боевете при Стамир;
- 7 октомври 1912 – 8 октомври 1912 г. – с. Трабатовище;
- 10 октомври 1912 – 11 октомври 1912 г. – освобождаване на Кочани;
- 12 октомври 1912 г. – с. Берово;
- 17 октомври 1912 – 18 октомври 1912 г. – боевете при Керезли, Градец, Редовине;
- 22 октомври 1912 – 23 октомври 1912 г. – гара Демир Хисар;
- 26 януари 1913 г. – Булаир, Доган Аслан, Червен чифлик, Байрям тепе и Сиври тепе;
- 17 юни 1913 – 18 юни 1913 г. – Злетовската река на височина 650, битката за Солун;
- 19 – 21 юни 1913 г. – боевете при Соколарци-Райчино;
- 26 юни 1913 г. – Кочани;
- 24 юни 1913 г. – Безиково, Пресека;
- 5 юли 1913 г. – Камениста чука, Драгобращ, Калиманци, Гърляно.

През 1914 г. като командир на 2-ра бригада от 7-а пехотна рилска дивизия е произведен в чин генерал-майор.
За участие в Балканските войни е награден с военния орден за храброст 3 степен, 2 класа.
Умира на 14 юли 1920 г.

## Семейство
Баща му Иван и майка му Катерина живеят в Пловдив.
В Силистра се среща със съпругата си Олга Тихчева /1878 – 1956/, родена в Тулча, образована дама завършила в Одеса. Тя е дъщеря на адвокат Марин Тихчев роден през 1844 в Русе и Мария Хаджииванова – внучка на Вълчан войвода и дъщеря на Иван Вълчанов и родена в Тулча.
Във Враца се раждат синът му Борис Чилингиров на 4 април 1897 г. и дъщеря му Надежда на 27 декември 1904 г.

## Военна служба
- Командир на 35-и врачански полк
- Командир на 16-а пехотна дружина
- Командир на 8-и пехотен полк
- Командир на 7-и пехотен полк
- Командир на 2/7 бригада

## Военни звания
- Подпоручик (20 август 1880)
- Поручик (30 август 1883)
- Капитан (24 февруари 1886)
- Майор (1889)
- Подполковник (1893)
- Полковник (1902)
- Генерал-майор (1914)